# The Quarry
The Quarry (укр. Кар'єр)  — інтерактивна драма жахів, розроблена Supermassive Games та опублікована 2K Games.

## Ігровий процес
The Quarry — це інтерактивна драма — гра в жанрі survival horror від третього лиця . У грі гравець бере на себе контроль над дев'ятьма різними підлітками, які повинні пережити ніч у Кар'єрі Хекеттса. Гравець повинен приймати різні рішення, які можуть змінити розвиток персонажа, сюжет і відносини між різними персонажами. Усі дев'ять ігрових персонажів можуть померти до кінця гри, і кожен персонаж має безліч способів померти.
Гра містить багато кінцівок, а також там можна знаходити колекційні картки, які зображують долю студентів.
Режим фільму — вмикає певні функції, наприклад такі як риси характеру різних персонажів, затирання кнопок, швидкі події, а також прицілювання та стрілянина, що дозволяє гравцям просуватися в грі з мінімальним вкладом.

## Сюжет
Лора Керні та Макс Брінлі їдуть до північної частини Нью-Йорка посеред ночі, щоб відвідати літній табір Hackett's Quarry, де вони були найняті в табір як вожатими. Їхня машина ледь не врізалася в невідому істоту, в результаті чого вони з'їхали з дороги в ліс. Поки Макс ремонтує машину, Лора досліджує сусідні ліси й чує голоси, які кличуть когось на ім'я Сайлас. Панікуючи, вона тікає і повертається до Макса; шериф місцевого округу Тревіс Хакетт знаходить їхню машину і стає підозрілим у їхньому становищі.
Пізніше вони приїжджають в табір, не дивлячись на наказ поліцейського.
У ньому вони знаходять когось у підвалі і намагаються допомогти, але Макса при цьому кусають. Тревіс прибуває в табір, усипляє Лору і стріляє в істоту, яка поранила Макса.
Через два місяці сім вожатих табору — Ебігейл Блайг, Ділан Леніві, Емма Маунтбенк, Джейкоб Кустос, Кейтлін Ка, Нік Фурсілло та Райан Ерзалер — готуються покинути кар'єр Хакетта, але застрягли через саботування їх автомобіля. Власник табору Кріс Хакетт просить їх замкнутися в будиночку і йде, кажучи їм, що спробує знайти допомогу. Натомість група вирішує влаштувати вечірку з багаттям і грати в гру " Правда або дія " вночі. У рамках гри деякі вожаті цілують один одного. Райана можна наважитися поцілувати Ділана чи Кейтлін; Емма наважується поцілувати Джейкоба, свого колишнього хлопця, або Ніка, коханця Ебігейл. Емма вибирає Ніка, що спонукає Ебігейл і Джейкоба втекти в ліс, ревнуючи. Емма біжить за Джейкобом, а Нік — за Ебігейл.